# Карињано Терме
Карињано Терме је насеље у Италији у округу Пезаро и Урбино, региону Марке.
Према процени из 2011. у насељу је живело 145 становника. Насеље се налази на надморској висини од 150 м.